# Bánh bò
 (juin 2024).
La mise en forme du texte ne suit pas les recommandations de Wikipédia : il faut le « wikifier ».
Les points d'amélioration suivants sont les cas les plus fréquents. Le détail des points à revoir est peut-être précisé sur la page de discussion.
- Les titres sont pré-formatés par le logiciel. Ils ne sont ni en capitales, ni en gras.
- Le texte ne doit pas être écrit en capitales (les noms de famille non plus), ni en gras, ni en italique, ni en « petit »…
- Le gras n'est utilisé que pour surligner le titre de l'article dans l'introduction, une seule fois.
- L'italique est rarement utilisé : mots en langue étrangère, titres d'œuvres, noms de bateaux, etc.
- Les citations ne sont pas en italique mais en corps de texte normal. Elles sont entourées par des guillemets français : « et ».
- Les listes à puces sont à éviter, des paragraphes rédigés étant largement préférés. Les tableaux sont à réserver à la présentation de données structurées (résultats, etc.).
- Les appels de note de bas de page (petits chiffres en exposant, introduits par l'outil «  Source ») sont à placer entre la fin de phrase et le point final[comme ça].
- Les liens internes (vers d'autres articles de Wikipédia) sont à choisir avec parcimonie. Créez des liens vers des articles approfondissant le sujet. Les termes génériques sans rapport avec le sujet sont à éviter, ainsi que les répétitions de liens vers un même terme.
- Les liens externes sont à placer uniquement dans une section « Liens externes », à la fin de l'article. Ces liens sont à choisir avec parcimonie suivant les règles définies. Si un lien sert de source à l'article, son insertion dans le texte est à faire par les notes de bas de page.
- La présentation des références doit suivre les conventions bibliographiques. Il est recommandé d'utiliser les modèles {{Ouvrage}}, {{Chapitre}}, {{Article}}, {{Lien web}} et/ou {{Bibliographie}}. Le mode d'édition visuel peut mettre en forme automatiquement les références.
- Insérer une infobox (cadre d'informations à droite) n'est pas obligatoire pour parachever la mise en page.

Pour une aide détaillée, merci de consulter Aide:Wikification.
Si vous pensez que ces points ont été résolus, vous pouvez retirer ce bandeau et améliorer la mise en forme d'un autre article.

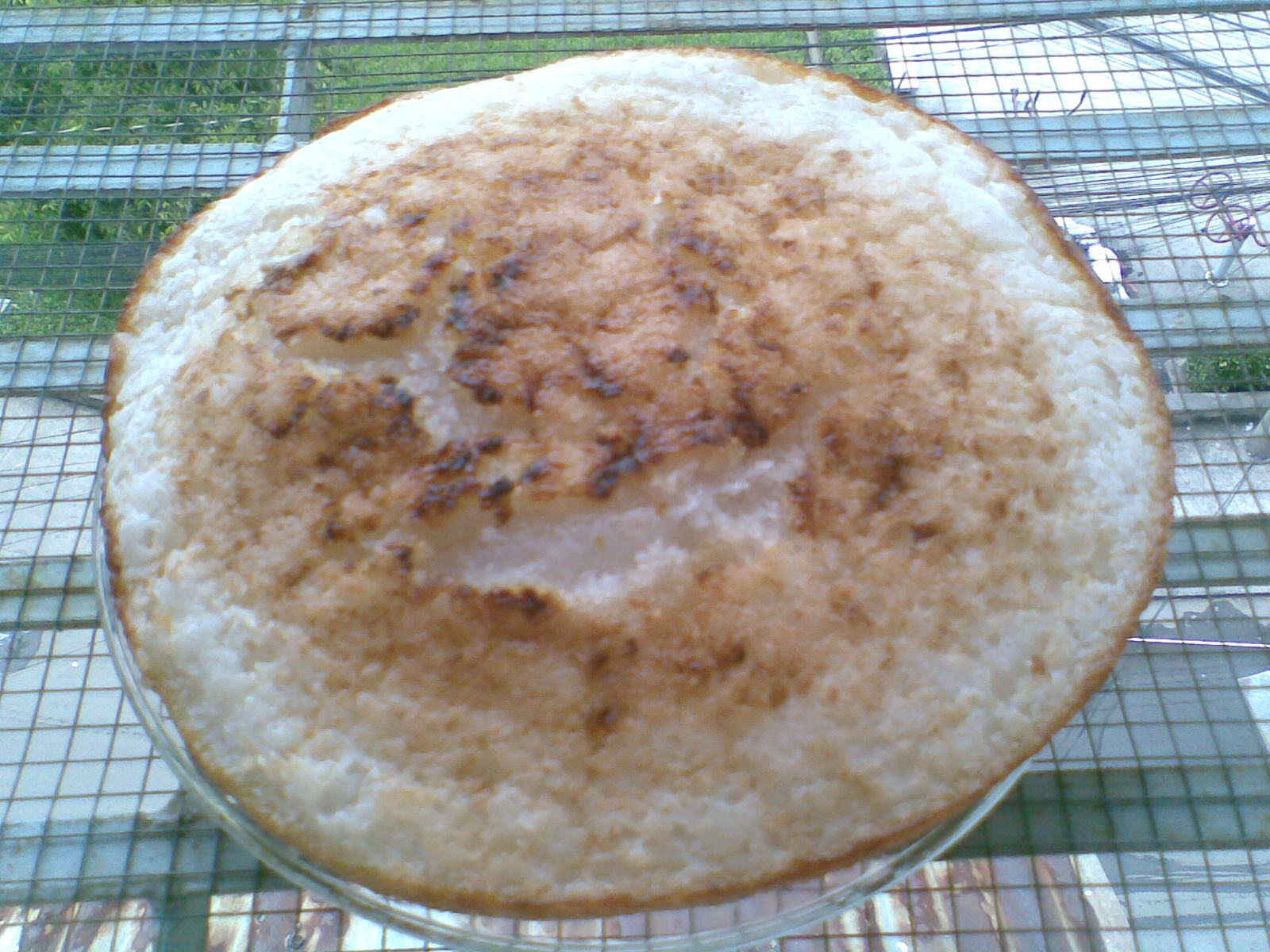
Bánh bò nướng (bánh bò cuit au four).

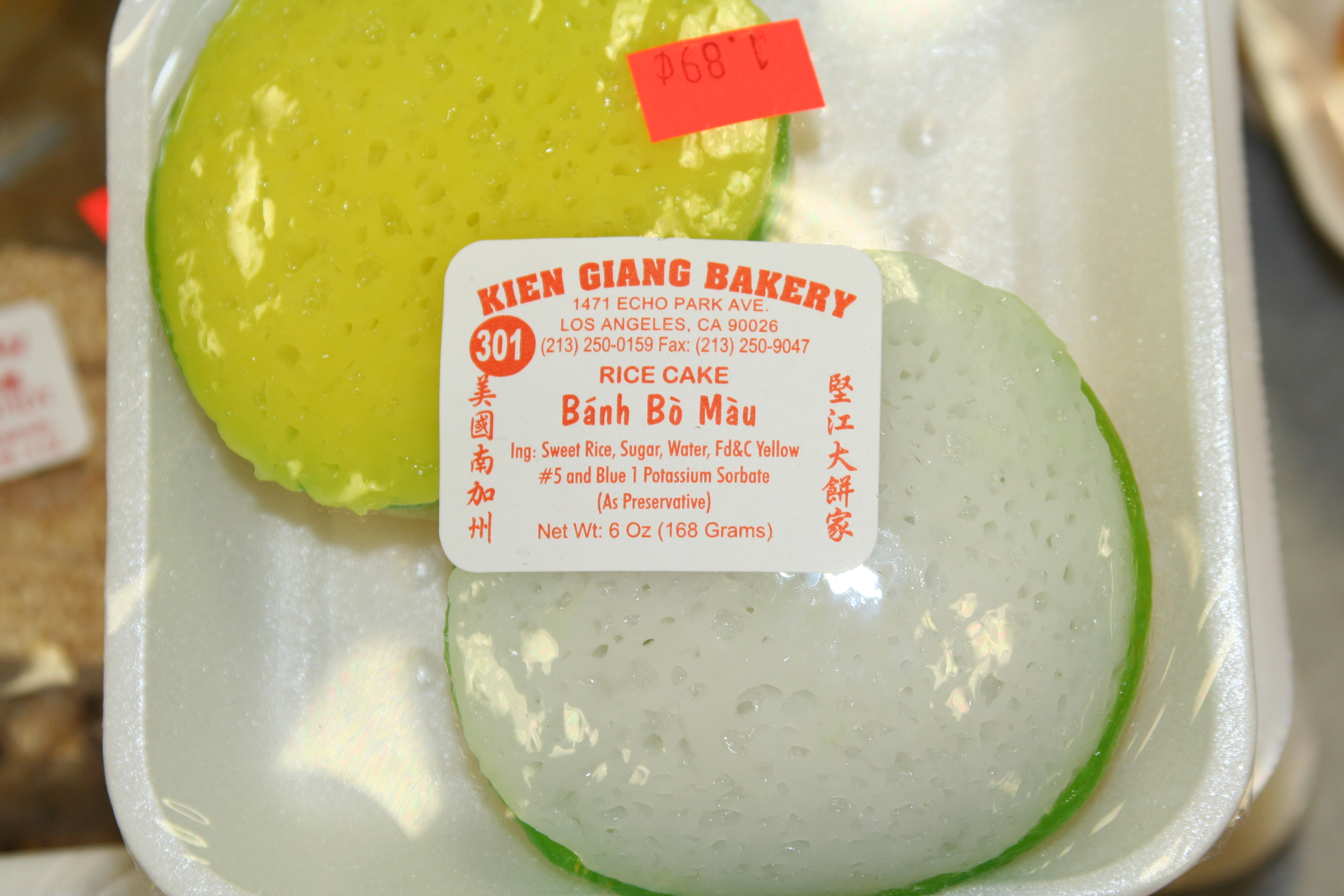
Bánh bò màu (màu = coloré).

Le bánh bò (litt. « gâteau vache » ou « gâteau rampant ») est une génoise sucrée, épaisse et moelleuse, originaire du Vietnam,. Il est confectionné à partir de farine de riz, d'eau, de lait de coco, de sucre et de levure. Les nombreuses bulles d'air incluses dans la pâte lui donnent un aspect de nid d'abeille une fois tranché (ce que les Vietnamiens nomment rễ tre, littéralement « racines de bambou »).
Le gâteau est dérivé d'une pâtisserie originaire du sud de la Chine : le bái táng gāo (白糖糕), qui à la différence du bánh bò ne contient pas de lait de coco. Les Bánh bò sont généralement consommés en tant que dessert bien qu'ils puissent également être consommés en accompagnement d'un repas.

## Étymologie
En langue vietnamienne, bánh signifie « gâteau », et bò peut signifier « vache » ou « ramper ». Selon l'entrée pour "𤙭" (bò) dans le dictionnaire Đại Nam quấc âm tự vị de Paulus Huỳnh Tịnh Của de 1895, le dessert doit son nom à sa ressemblance avec le pis d'une vache, ce qui impliquerait que le nom a été raccourci de bánh vú bò. Cependant, selon une étymologie populaire populaire, bò ferait référence à la façon dont le gâteau « rampe » jusqu'au bord du bol lorsqu'il est cuit à la vapeur.
Bánh bò doit être distingué du moins courant bánh bó (« gâteau pressé »), un gâteau aux fruits trouvé dans le province de Quảng Ngãi ; bò ("vache", "bœuf") se prononce sur un ton descendant, alors que bó ("pressé") se prononce sur un ton montant.

## Variétés
Les variétés traditionnelles de bánh bò disponibles au Vietnam ainsi que dans les épiceries asiatiques des pays à forte population vietnamienne, comme les États-Unis et la France sont de deux types :
- Bánh bò nướng (litt. bánh bò cuit) – Cette variété de bánh bò est cuite dans une poêle au four. Il est généralement blanc cassé ou blanc jaunâtre à l’intérieur et doré à l’extérieur du fait du lait de coco caramélisé. Les gâteaux ainsi réalisés sont généralement de grande taille, auquel cas une portion sera constituée d'une tranche plutôt que du gâteau entier[12]. Cette variété est toujours servie seule.
- Bánh bò hấp (litt. bánh bò à la vapeur) a une apparence similaire à la version cuite au four. Ces gâteaux sont souvent de petite taille, en forme de boule et cuits à partir du liquide. Le Bánh bò hấp peut être de couleur blanche, verte (si on y ajoute de l'extrait de Pandanus amaryllifolius), rose ou violet pâle (par l'ajout d'extrait de plante magenta). Il existe trois façons de servir cette variété. Comme le bánh bò nướng, il peut être servi seul. Il peut être placé à l'intérieur des bánh tiêu (beignets creux chinois). De plus, les gens les dégustent dans un petit plat avec une sauce au lait de coco comprenant de la fécule de tapioca sur le dessus et un peu de muối mè ou muối đậu phộng (littéralement : sel de sésame et sel de cacahuète, respectivement).

Les nouvelles variétés comprennent :
- Bánh bò sữa (nướng) (litt.bánh bò cuit au lait) est une toute nouvelle variété de bánh bò apparue au milieu des années 2000. Le lait de coco, y est remplacé par du lait concentré ou du lait en poudre. Le gâteau est ensuite cuit dans une petite poêle.
- Bánh bò dừa (litt. bánh bò à la noix de coco) est la dernière variété de bánh bò apparue à la fin des années 2000. Elle n’est généralement pas reconnue comme bánh bò car elle diffère beaucoup des trois présentées ci-dessus, notamment en termes d’ingrédients de base. Les ingrédients de cette variante sont la poudre de blé, les œufs de poule, le bicarbonate de soude et évidemment la noix de coco sucrée. Il a un goût très coriace, parfois dur, croustillant et soyeux dans la peau contrairement aux trois ci-dessus. Au centre, on trouve de la noix de coco sucrée avec du haricot mungo cuit.

Le gâteau de riz indien cuit à la vapeur connu sous le nom d'idli a une texture similaire, bien que les idli ne soient jamais sucrés. Cependant, le plat est assez similaire au vattayappam (un type d'appam du Kerala, en Inde).

## Voir également